# Giacomo di Borbone-Busset
Giacomo di Borbone-Busset (Parigi, 27 aprile 1912 – Parigi, 7 maggio 2001) è stato uno scrittore e diplomatico francese, membro dell'Académie française.

## Biografia
Discendente dei conti di Busset, appartenenti ad un ramo non dinastico della casa di Borbone, Giacomo di Borbone-Busset fu il figlio di Francesco di Borbone-Busset e di Guglielmina di Colbert-Chabanais (figlia del generale Pietro di Colbert-Chabannais). Dopo gli studi al lycée Henri-IV, entrò alla École normale supérieure di Parigi nel 1932. Superato il concorso del Quai d'Orsai, diventò il responsabile dell'ambasciata alla direzione europea. Giacomo di Borbone partecipò come ufficiale alla seconda guerra mondiale. Fatto prigioniero, fu imprigionato in Germania e tentò l'evasione due volte. Nell'agosto 1944 il generale de Gaulle lo nominò presidente della Croce Rossa francese. Iniziò quindi una lunga e brillante carriera militare.
Nel 1948 fu nominato vice-direttore del gabinetto di Robert Schuman, ministro degli affari esteri, e fu poi promosso a direttore di gabinetto. Nel 1952 diventò direttore generale delle relazioni culturali con l'estero. Nel dicembre del 1956 decise di mettere fine alle sue attività professionali per dedicarsi unicamente alla scrittura. Ispirato da sua moglie, Lorenza Ballande, scrisse Le livre de Laurence (Il libro di Laurence). Abitò nello Château du Saussay e fu sindaco di Ballancourt-sur-Essonne del 1956 al 1965. Diresse il funzionamento dei prodotti agricoli con sua moglie. Diventò presidente nazionale del Secours catholique nel 1961 e vicepresidente del CERN a Ginevra, dove partecipò attivamente alla fondazione. Partecipò ai lavori del Centre d'Études Prospectives di Gaston Berger. Fu inoltre un membro della giuria del premio di letteratura storica Ugo Capeto dell'associazione Unité capetienne. Fu a lungo cronista per il giornale La Croix.
A partire dal 1969 si ritirò nella sua proprietà in Alta Provenza a Salernes, dove scrisse, mostrandosi cantore dell'amore coniugale, L'amour durable, Laurence de Saintonge.
Fu eletto all'Académie française il 4 luglio 1981. Nel 1984 sua moglie morì e lui tornò a vivere a Ballancourt.
Fu il padre di Carlo di Borbone-Busset, sindaco di Ballancourt-sur-Essonne dal 1998 al 2014.